# Putere deformată
Putere deformată este un concept electrotehnic care indică regimuri periodice nesinusoidale în rețele electrice. A fost formulat de Constantin Budeanu. Se măsoară in vad (volt-amper deformat).

## Definire
{\displaystyle S={\sqrt {P^{2}+Q^{2}+D^{2}}}}
S - puterea aparentă, P - puterea activă, Q - putere reactivă, D - putere deformată